# Ночные кошмары (Доктор Кто)
«Ночные кошмары» — девятая серия шестого сезона британского научно-фантастического телесериалa «Доктор Кто». Премьера серии состоялась 3 сентября 2011 года на канале BBC One.

## Сюжет
Всё началось с того, что 8-летний мальчик Джордж, когда матери нужно было выйти из дома, очень боялся ложиться спать. Только когда мать совершила ритуал, состоящий из пяти включений-выключений света, он лёг. Он повторял: «Пожалуйста, спаси меня от монстров». Но не уснул и услышал из-за не до конца закрытой двери, что родители решили обратиться к специалистам. Ему показалось, что родители хотят от него избавиться.
Сигнал дошёл до психобумаги Доктора, на ней появилась надпись: «Пожалуйста, спаси меня от монстров», и Доктор направил ТАРДИС на сигнал… Приземлились где-то в Великобритании, в современности, недалеко от места жительства Эми и Рори, около большого многоэтажного дома и отправились, по словам Доктора, в самое страшное место Вселенной — детскую комнату. Но для начала надо её найти. Спутники разделились и поодиночке начали стучаться в квартиры и искать очень испуганного ребёнка.
Эми и Рори во время поездки в лифте неожиданно оказываются в странном доме. Там за ними начинают гоняться деревянные куклы. Они хватают Эми, и она превращается в куклу.
Тем временем Доктор находит ребёнка, просившего о помощи, и с помощью отвёртки определяет что-то странное в шкафу, в который родители убирали всё, что внушало мальчику страх. Он открывает дверь, и его вместе с Алексом, отцом мальчика, затягивает в шкаф. Они понимают, что оказались в кукольном домике, который стоял в шкафу.
Доктор говорит, что ребёнок — это тэнза. Они во множестве вылупляются в космосе и эмпатически определяют, чего хотят приёмные родители. Джордж не знает, что может контролировать кошмары. Он думает, что родители хотят от него избавиться. На него наступают деревянные куклы. Алекс бросается к нему сквозь строй деревянных кукол, и Джордж понимает, что он любим.
Все люди, попавшие в шкаф, возвращаются обратно.